# Ants Antson
Ants Arturovitsj Antson (Russisch: Антс Артурович Антсон) (Tallinn (Estland), 11 november 1938 – Haapsalu, 31 oktober 2015) was een Estisch langebaanschaatser die tijdens zijn carrière uitkwam voor de Sovjet-Unie.

## Loopbaan
Antson nam vijf keer deel aan de Europese-, vier keer aan de wereldkampioenschappen (allround) en tweemaal aan de Olympische Winterspelen (in 1964 en 1968), de enige drie internationale kampioenschappen die tijdens zijn schaatscarrière werden verreden.
Zijn succesvolste schaatsjaar was 1964. Hij werd dat jaar eerst Europees kampioen in Oslo en nog geen drie weken later werd hij bij de Winterspelen in Innsbruck olympisch kampioen op de 1500 meter waar hij met een tijd van 2.10,3 Kees Verkerk van de olympische titel afhield. Tevens schaatste Antson in 1964 een wereldrecord op de 3000 meter en won hij de Oscar Mathisen-trofee. Antson bleef schaatsen tot en met 1968.
Nationaal nam hij vier keer plaats op het erepodium bij de allroundkampioenschappen, in 1967 werd hij kampioen, in 1965 en 1968 tweede en in 1966 derde.
Antson overleed in 2015 op 76-jarige leeftijd.

## Records

### Persoonlijke records
| Afstand      | Tijd    | Datum            | Baan     |
| ------------ | ------- | ---------------- | -------- |
| 500 meter    | 40,7    | 16 januari 1968  | Medeo    |
| 1500 meter   | 2.07,2  | 16 februari 1968 | Grenoble |
| 3000 meter   | 4.27,3  | 11 februari 1964 | Oslo     |
| 5000 meter   | 7.34,8  | 16 januari 1968  | Medeo    |
| 10.000 meter | 15.57,7 | 19 januari 1964  | Oslo     |

### Wereldrecords
| Nr. | Afstand    | Tijd   | Datum            | Baan |
| --- | ---------- | ------ | ---------------- | ---- |
| 1.  | 3000 meter | 4.27,3 | 11 februari 1964 | Oslo |

#### Wereldrecords laaglandbaan (officieus)
| Nr. | Afstand    | Tijd   | Datum            | Baan |
| --- | ---------- | ------ | ---------------- | ---- |
| 1.  | 1500 meter | 2.09,5 | 18 januari 1964  | Oslo |
| 2.  | 3000 meter | 4.27,3 | 11 februari 1964 | Oslo |

## Resultaten
| Jaar | EK Allround | WK Allround | Olympische Spelen  |
| ---- | ----------- | ----------- | ------------------ |
| 1964 | Goud        | 15e         | 1500m · 5e 10.000m |
| 1965 | 6e          | 5e          |                    |
| 1966 | 12e         | 15e         |                    |
| 1967 | 4e          | 4e          |                    |
| 1968 | 16e         |             | 12e 1500m          |

### Medaillespiegel
| Kampioenschap     | Goud · | Zilver · | Brons · |
| ----------------- | ------ | -------- | ------- |
| EK Allround       | 1      | 0        | 0       |
| Olympische Spelen | 1      | 0        | 0       |

1924: Clas Thunberg ·
1928: Clas Thunberg ·
1932: Jack Shea ·
1936: Charles Mathiesen ·
1948: Sverre Farstad ·
1952: Hjalmar Andersen ·
1956: Jevgeni Grisjin/Joeri Michajlov ·
1960: Jevgeni Grisjin/Roald Aas ·
1964: Ants Antson ·
1968: Kees Verkerk ·
1972: Ard Schenk ·
1976: Jan Egil Storholt ·
1980: Eric Heiden ·
1984: Gaétan Boucher ·
1988: André Hoffmann ·
1992: Johann Olav Koss ·
1994: Johann Olav Koss ·
1998: Ådne Søndrål ·
2002: Derek Parra ·
2006: Enrico Fabris ·
2010: Mark Tuitert ·
2014: Zbigniew Bródka ·
2018: Kjeld Nuis ·
2022: Kjeld Nuis
Onofficiële Europese kampioenschappen

1891: Onbeslist ·
1892: Onbeslist · 
1946: Göthe Hedlund 

Officiële Europese kampioenschappen

1893: Rudolf Ericson · 
1894: Onbeslist ·
1895: Alfred Næss · 
1896: Julius Seyler · 
1897: Julius Seyler · 
1898: Gustaf Estlander · 
1899: Peder Østlund · 
1900: Peder Østlund · 
1901: Rudolf Gundersen · 
1902: Johan Schwartz · 
1903: Onbeslist ·
1904: Rudolf Gundersen · 
1905: Johan Vikander · 
1906: Rudolf Gundersen · 
1907: Moje Öholm · 
1908: Moje Öholm · 
1909: Oscar Mathisen · 
1910: Nikolaj Stroennikov · 
1911: Nikolaj Stroennikov · 
1912: Oscar Mathisen · 
1913: Vasilij Ippolitov · 
1914: Oscar Mathisen · 
1922: Clas Thunberg · 
1923: Harald Strøm · 
1924: Roald Larsen · 
1925: Otto Polacsek · 
1926: Julius Skutnabb · 
1927: Bernt Evensen · 
1928: Clas Thunberg · 
1929: Ivar Ballangrud · 
1930: Ivar Ballangrud · 
1931: Clas Thunberg · 
1932: Clas Thunberg · 
1933: Ivar Ballangrud · 
1934: Michael Staksrud · 
1935: Karl Wazulek · 
1936: Ivar Ballangrud · 
1937: Michael Staksrud · 
1938: Charles Mathiesen · 
1939: Alfons Bērziņš · 
1947: Åke Seyffarth · 
1948: Reidar Liaklev · 
1949: Sverre Farstad · 
1950: Hjalmar Andersen · 
1951: Hjalmar Andersen · 
1952: Hjalmar Andersen · 
1953: Kees Broekman · 
1954: Boris Sjilkov · 
1955: Sigge Ericsson · 
1956: Jevgeni Grisjin · 
1957: Oleg Gontsjarenko · 
1958: Oleg Gontsjarenko · 
1959: Knut Johannesen · 
1960: Knut Johannesen · 
1961: Viktor Kositsjkin · 
1962: Robert Merkoelov · 
1963: Nils Egil Aaness · 
1964: Ants Antson · 
1965: Eduard Matoesevitsj · 
1966: Ard Schenk · 
1967: Kees Verkerk · 
1968: Fred Anton Maier · 
1969: Dag Fornæss · 
1970: Ard Schenk · 
1971: Dag Fornæss · 
1972: Ard Schenk · 
1973: Göran Claeson · 
1974: Göran Claeson · 
1975: Sten Stensen · 
1976: Kay Arne Stenshjemmet · 
1977: Jan Egil Storholt · 
1978: Sergej Martsjoek · 
1979: Jan Egil Storholt · 
1980: Kay Arne Stenshjemmet · 
1981: Amund Sjøbrend · 
1982: Tomas Gustafson · 
1983: Hilbert van der Duim · 
1984: Hilbert van der Duim · 
1985: Hein Vergeer · 
1986: Hein Vergeer · 
1987: Nikolaj Goeljajev · 
1988: Tomas Gustafson · 
1989: Leo Visser · 
1990: Bart Veldkamp · 
1991: Johann Olav Koss · 
1992: Falko Zandstra · 
1993: Falko Zandstra · 
1994: Rintje Ritsma · 
1995: Rintje Ritsma · 
1996: Rintje Ritsma · 
1997: Ids Postma · 
1998: Rintje Ritsma · 
1999: Rintje Ritsma · 
2000: Rintje Ritsma · 
2001: Dmitri Sjepel · 
2002: Jochem Uytdehaage · 
2003: Gianni Romme · 
2004: Mark Tuitert · 
2005: Jochem Uytdehaage · 
2006: Enrico Fabris · 
2007: Sven Kramer · 
2008: Sven Kramer · 
2009: Sven Kramer · 
2010: Sven Kramer · 
2011: Ivan Skobrev · 
2012: Sven Kramer · 
2013: Sven Kramer · 
2014: Jan Blokhuijsen · 
2015: Sven Kramer · 
2016: Sven Kramer · 
2017: Sven Kramer · 
2019: Sven Kramer · 
2021: Patrick Roest · 
2023: Patrick Roest · 
2025: Sander Eitrem
- Library of Congress Control Number: n2016051166
- Virtual International Authority File: 1127147665805860670002
- WorldCat: E39PBJhGWHRpxXr3gPj9YdxdQq